# Unzial 051
Unzial 051 (in der Nummerierung von Gregory-Aland) ist eine griechische Unzial-Handschrift des Buches der Offenbarung. Mittels Paläographie wurde es auf das 10. Jahrhundert datiert. 

## Beschreibung
Der Kodex enthält den unvollständigen Text von Offenbarung 1,1–11,14; 13,2–3 und 22,8–14 mit Kommentaren von Andreas (siehe Unzial 052) auf 92 Pergamentblättern (23 cm × 18 cm). Es wurde in einer Spalte pro Seite mit 22 Zeilen geschrieben. Die Buchstaben neigte sich nach rechts. Die Handschrift enthält κεφαλαια (selten gezählt) und λογοι.
Ein Kommentar ist in kursiven Buchstaben geschrieben.

## Geschichte
Die Handschrift wurde in Italien geschrieben.
Der Kodex befindet sich am Berg Athos im Pantokrator-Kloster (44). 
Der griechische Text dieses Kodex wurde von Aland in Kategorie III eingeordnet.

## Weiterführende Literatur
- C. R. Gregory, Textkritik des Neuen Testamentes Bd. III, Leipzig 1909, S. 1042–1046.
- Herman C. Hoskier, Concerning The Text of The Apocalypse, London 1929, S. 2–4.